# Bridgeton, Missouri
Bridgeton är en stad i St. Louis County i Missouri och en förort till Saint Louis. Lambert-St. Louis International Airport ligger delvis inom stadens gränser. Vid 2020 års folkräkning hade Bridgeton 11 445 invånare.

## Kända personer från Bridgeton
- Janet Jones, skådespelare
- Eric Schmitt, politiker